# VI kadencja Sejmu Krajowego Galicji
VI kadencja Sejmu Krajowego Galicji – szósta kadencja Sejmu Krajowego Galicji, odbywająca się w latach 1889–1895 we Lwowie.

## Sesje Sejmu

### I sesja
Pierwsza sesja odbyła się w dniach 10 października – 26 listopada 1889. Marszałkiem krajowym był Jan Tarnowski, zastępcą  Sylwestr Sembratowycz, namiestnikiem Kazimierz Badeni, komisarzem rządowym Bronisław Łoziński.
W czasie sesji powołano 14 komisji (zwanych wydziałami), odbyto 28 posiedzeń.

### II sesja
Druga sesja odbyła się w dniach 12 września – 23 października 1884. Marszałkiem krajowym był Eustachy Sanguszko, zastępcą Sylwester Sembratowycz, namiestnikiem Kazimierz Badeni, komisarzem rządowym Włodzimierz Łoś.
W czasie sesji powołano 14 komisji, odbyto 29 posiedzeń.

### III sesja
Trzecia sesja odbyła się w dniach 3 marca – 9 kwietnia 1892. Marszałkiem krajowym był Eustachy Sanguszko, zastępcą Sylwester Sembratowycz, namiestnikiem Kazimierz Badeni, komisarzem rządowym Włodzimierz Łoś.
W czasie sesji powołano 13 komisji, odbyto 25 posiedzeń.

### IV sesja
Czwarta sesja odbyła się w dniach 9 listopada – 28 listopada 1892 i 24 kwietnia – 20 maja 1893. Marszałkiem krajowym był Eustachy Sanguszko, zastępcą Sylwester Sembratowycz, namiestnikiem Kazimierz Badeni, komisarzem rządowym Włodzimierz Łoś.
W czasie sesji powołano 14 komisji, odbyto 25 posiedzeń.

### V sesja
Piąta sesja odbyła się w dniach 10 stycznia – 17 lutego 1894. Marszałkiem krajowym był Eustachy Sanguszko, zastępcą Sylwester Sembratowycz, namiestnikiem Kazimierz Badeni, komisarzem rządowym Włodzimierz Łoś.
W czasie sesji powołano 13 komisji, odbyto 21 posiedzeń.

## Skład Sejmu

### Wiryliści
- Seweryn Morawski – rzymskokatolicki arcybiskup lwowski
- Sylwestr Sembratowycz – greckokatolicki arcybiskup lwowski
- Izaak Mikołaj Isakowicz – ormiańskokatolicki arcybiskup lwowski
- Ignacy Łobos – rzymskokatolicki biskup tarnowski
- Łukasz Solecki – rzymskokatolicki biskup przemyski
- Albin Dunajewski – rzymskokatolicki biskup krakowski (zmarł w 1894, na jego miejsce wstąpił biskup Jan Duklan Puzyna)
- Julian Pełesz – greckokatolicki biskup stanisławski
- Jan Saturnin Stupnicki – greckokatolicki biskup przemyski (do 1890, od 1892 jego miejsce zajął Julian Kuiłowski)

Rektorzy Uniwersytetu Lwowskiego (obsadzali miejsca, jeżeli w czasie ich rocznej kadencji wypadała sesja Sejmu):
- Leonard Piętak (1888-1889)
- Klemens Sarnicki (1890)
- Tomasz Stanecki (1890)
- August Bálasits (1892)
- Ludwik Ćwikliński (1894)
- Tadeusz Wojciechowski (1894–1895)

Rektorzy Uniwersytetu Jagiellońskiego (obsadzali miejsca, jeżeli w czasie ich rocznej kadencji wypadała sesja Sejmu):
- Franciszek Kasparek (1888-1889)
- Edward Korczyński (1889)
- Wincenty Zakrzewski (1890)
- Władysław Chotkowski (1892)
- Fryderyk Zoll (1894)
- Tadeusz Browicz (1894–1895)

### Posłowie obieralni

#### I kuria
- 1. Obwód krakowski:
  - Kazimierz Badeni
  - Stanisław Kostka Tarnowski
  - Stanisław Madeyski
  - Władysław Struszkiewicz
  - Michał Bobrzyński (złożył mandat 13 października 1890, został powtórnie wybrany)
  - Marian Dydyński
- 2. Obwód brzeżański:
  - Józef Wereszczyński
  - Emil Torosiewicz
  - Alfons Czajkowski (zmarł w 1892, na jego miejsce 27 stycznia 1893 obrano Mieczysława Onyszkiewicza)
- 3. Obwód przemyski:
  - Jerzy Czartoryski
  - Zygmunt Dembowski
  - Adam Franciszek Lubomirski[1] (zrezygnował w listopadzie 1889 w jego miejsce w grudniu 1889 wybrano Włodzimierza Kozłowskiego)
- 4. Obwód złoczowski:
  - Apolinary Jaworski
  - Oskar Schnell
  - Wincenty Gnoiński
- 5. Obwód czortkowski:
  - Jan Gnoiński
  - Włodzimierz Siemiginowski
  - Bronisław Horodyski
- 6. Obwód tarnowski:
  - Tadeusz Rutowski
  - Tadeusz Langie
  - Władysław Koziebrodzki (zmarł w 1893, na jego miejsce w kwietniu 1893 wybrano Stefana Sękowskiego
- 7. Obwód tarnopolski:
  - Jan Vivien de Chateaubrun
  - Eustachy Zagórski
  - Klemens Żywicki (zmarł w 1894, na jego miejsce 8 listopada 1894 obrano Leona Pinińskiego)
- 8. Obwód sanocki:
  - August Gorayski
  - Stanisław Gniewosz
  - Zygmunt Kozłowski (zmarł 9 października 1893, na jego miejsce 20 grudnia 1893 obrano Jana Duklana Słoneckiego)
- 9. Obwód samborski:
  - Piotr Gross
  - Stanisław Tarnowski (junior)
  - Tadeusz Skałkowski
- 10. Obwód żółkiewski:
  - ks. Tyt Kowalśkyj
  - Tomisław Rozwadowski
  - Stanisław Łączyński
- 11. Obwód sądecki:
  - Gustaw Romer
  - Tadeusz Pilat
- 12. Obwód rzeszowski:
  - Edward Jędrzejowicz
  - Karol Scipio del Campo
- 13. Obwód stryjski:
  - Klemens Dzieduszycki
  - Oktaw Pietruski (zmarł w 1894, na jego miejsce 8 listopada 1894 obrano Franciszka Rozwadowskiego)
- 14. Obwód stanisławowski:
  - Wojciech Dzieduszycki
  - Stanisław Brykczyński
- 15. Obwód kołomyjski:
  - Jan Kapri (złożył mandat w 1893, na jego miejsce 20 grudnia 1893 obrano Mikołaja Krzysztofowicza)
  - Antoni Golejewski (zmarł w 1893, na jego miejsce 20 grudnia 1893 obrano Stanisława Dzieduszyckiego)
- 16. Obwód lwowski:
  - Dawid Abrahamowicz

#### II kuria
- Zdzisław Marchwicki (Izba lwowska)
- Arnold Rappaport (Izba krakowska)
- Maurycy Rosenstock (Izba brodzka)

#### III kuria
- 1. Okręg Lwów:
  - Franciszek Jan Smolka
  - Tadeusz Romanowicz
  - Michał Michalski
  - Bernard Goldmann
- 2. Okręg Kraków:
  - Adam Asnyk
  - Ferdynand Weigel
  - Leon Wojciech Chrzanowski
- 3. Okręg Przemyśl:
  - Aleksander Dworski
- 4. Okręg Stanisławów:
  - Leon Biliński
- 5. Okręg Tarnopol:
  - Lucylian Krynicki
- 6. Okręg Brody:
  - Otto Hausner (zmarł w 1890, na jego miejsce 8 lipca 1890 obrano Oktawa Salę)
- 7. Okręg Jarosław:
  - Edward Micewski
- 8. Okręg Drohobycz:
  - Stanisław Szczepanowski
- 9. Okręg Biała:
  - Franciszek Strzygowski
- 10. Okręg Nowy Sącz:
  - Julian Dunajewski
- 11. Okręg Tarnów:
  - Witold Rogoyski
- 12. Okręg Rzeszów:
  - Wiktor Zbyszewski
- 13. Okręg Sambor:
  - Adam Czyżewicz
- 14. Okręg Stryj:
  - Filip Fruchtman
- 15. Okręg Kołomyja:
  - Florian Ziemiałkowski

#### IV kuria
Wybory według numerów okręgów wyborczych. W IV kurii wybory odbyły się w inaczej określonych okręgach wyborczych, którymi według ustawy z 17 grudnia 1884 stały się powiaty.
1. Okręg Lwów – Teofil Merunowicz
2. Okręg Gródek – Włodzimierz Niezabitowski
3. Okręg Brzeżany – Roman Potocki (na jego miejsce 2 lipca 1889 obrano Henryka Szeliskiego)
4. Okręg Bóbrka – Dionizy Kułaczkowski
5. Okręg Rohatyn – Mikołaj Torosiewicz
6. Okręg Podhajce – Damian Sawczak
7. Okręg Zaleszczyki – Antoni Chamiec
8. Okręg Borszczów – Mieczysław Dunin Borkowski
9. Okręg Czortków – Mikołaj Wolański
10. Okręg Husiatyn – Kornel Horodyski
11. Okręg Kołomyja – Teofil Okunewski
12. Okręg Horodenka – Michał Lenartowicz
13. Okręg Kosów – Filip Zaleski
14. Okręg Śniatyń – Kyryło Hamorak
15. Okręg Przemyśl – Adam Stanisław Sapieha
16. Okręg Jarosław – Stefan Zamoyski
17. Okręg Jaworów – Jan Kanty Szeptycki
18. Okręg Mościska – Stanisław Stadnicki
19. Okręg Sambor – Teofil Bereżnyćkyj, po 1892 Karol Barański, na miejsce którego 6 listopada 1894 obrano Kazimierza Bielańskiego)
20. Okręg Turka – Kost Teliszewśkyj
21. Okręg Drohobycz – Ksenofont Ochrymowycz
22. Okręg Rudki – Albin Rayski
23. Okręg Stary Sambor – Stanisław Tarnowski (junior), po 1892 Ludwik Wodzicki
24. Okręg Sanok – Zenon Słonecki
25. Okręg Lisko – Józef Wiktor
26. Okręg Dobromil – Paweł Tyszkowski
27. Okręg Brzozów – Konstanty Bobczyński (zmarł na przełomie 1892/93, na jego miejsce 19 kwietnia 1893 obrano Zdzisława Skrzyńskiego)
28. Okręg Stanisławów – Josyf Huryk
29. Okręg Bohorodczany – Ołeksa Barabasz
30. Okręg Buczacz – Władysław Wolański (zmarł 22.I.1891[2], na jego miejsce wybrano Władysława Wiktora Czaykowskiego)
31. Okręg Nadwórna – ks. Kornyło Mandyczewski
32. Okręg Tłumacz – ks. Franciszek Sawa
33. Okręg Stryj – Mykoła Antonewycz
34. Okręg Dolina – Marian Mazaraki (zmarł w 1893, na jego miejsce 5 października 1893 obrano Wincentego Witosławskiego)
35. Okręg Kałusz – Julijan Romanczuk
36. Okręg Żydaczów – Mykoła Harasymowycz
37. Okręg Tarnopol – Juliusz Korytowski
38. Okręg Skałat – Szczęsny Koziebrodzki
39. Okręg Zbaraż – ks. Mykoła Siczynski (zmarł w 1894, na jego miejsce 6 listopada 1894 obrano Tadeusza Fedorowicza)
40. Okręg Trembowla – Julian Olpiński
41. Okręg Złoczów – Longin Rożankowski
42. Okręg Brody – ks. Iwan Sirko (zmarł w 1893, na jego miejsce 15 lutego 1894 obrano Ołeksandra Barwinskiego)
43. Okręg Kamionka Strumiłowa – Stanisław Badeni
44. Okręg Przemyślany – Maciej Kaszewko, po 1892 Roman Potocki
45. Okręg Żółkiew – Michał Korol
46. Okręg Sokal – Stanisław Polanowski
47. Okręg Cieszanów – Julian Puzyna
48. Okręg Rawa – Franciszek Jędrzejowicz
49. Okręg Kraków – Antoni Wodzicki (na jego miejsce 4 lutego 1892 obrano Franciszka Paszkowskiego)
50. Okręg Chrzanów – Artur Władysław Potocki (na jego miejsce 10 lipca 1890 obrano Apolinarego Horwatta, który zmarł w 1891, na jego miejsce 24 listopada 1891 obrano Antoniego Wodzickiego)
51. Okręg Bochnia – Franciszek Hoszard
52. Okręg Brzesko – Jan Stadnicki
53. Okręg Wieliczka – Stanisław Niedzielski
54. Okręg Jasło – Romuald Palch
55. Okręg Gorlice – Adam Skrzyński
56. Okręg Krosno – Jan Trzecieski
57. Okręg Rzeszów – Adam Jędrzejowicz
58. Okręg Kolbuszowa – Zdzisław Tyszkiewicz
59. Okręg Łańcut – Bolesław Żardecki
60. Okręg Nisko – Ludwik Wodzicki, po 1892 Stanisław Jędrzejowicz
61. Okręg Tarnobrzeg – Jan Tarnowski (zmarł w 1894, na jego miejsce obrano Zdzisława Tarnowskiego)
62. Okręg Nowy Sącz – Stanisław Potoczek
63. Okręg Grybów – Edmund Klemensiewicz
64. Okręg Nowy Targ – Edward Aleksander Raczyński
65. Okręg Limanowa – Tadeusz Romer
66. Okręg Tarnów – Eustachy Stanisław Sanguszko
67. Okręg Dąbrowa – Józef Męciński
68. Okręg Pilzno – Ludwik Midowicz
69. Okręg Ropczyce – Zdzisław Tyszkiewicz, po 1892 Wojciech Stręk
70. Okręg Mielec – Mieczysław Rey
71. Okręg Wadowice – Fryderyk Zoll
72. Okręg Biała – Franciszek Kramarczyk
73. Okręg Myślenice – Czesław Lasocki (zmarł w 1891, na jego miejsce 24 listopada 1891 obrano Józefa Popowskiego)
74. Okręg Żywiec – Antoni Michałowski (na jego miejsce 23 września 1891 obrano Wojciecha Mizię)